# Acinocheirodon
Acinocheirodon, é um gênero da família Characidae. Popularmente conhecida como piabinha.

## Espécies
Somente uma espécie compõe o gênero:
- Acinocheirodon melanogramma